# 佩恩鎮區 (愛荷華州傑佛遜縣)
佩恩鎮區（英語：Penn Township）是位於美國愛荷華州傑佛遜縣的一個行政鎮區。

## 地方資料
根據2010年美國人口普查的數據，佩恩鎮區的面積為94.52平方千米，當中陸地面積為94.28平方千米，而水域面積為0.24平方千米。當地共有人口400人，而人口密度為每平方千米4.23人。